# Svartviks församling
Svartviks församling var en församling i Svartvik Härnösands stift i nuvarande Sundsvalls kommun. Församlingen uppgick 1906 i Njurunda församling.
Kyrka var Svartviks kyrka

## Administrativ historik
Församlingen bildades som kapellförsamling 1 april 1854 genom en utbrytning ur Njurunda församling, dit den sedan återgick 1906.